# Сони Ериксон W600
Сони Ериксон W 600 је модел телефона из сони-ериксонове W серије.

## Карактеристике
Екран
- 262,144 боја, TFT LCD екран

Димензије
- 93 x 46.5 x 22.5

Маса
- 120

Меморија
- 256